# Tørdok
|  | Dublet Denne artikel handler om det samme som Dok. (Diskutér artiklen) |

En tørdok er et bassin tømt for vand, hvor skibsnybygninger og -reparationer finder sted. 
Tørdokke er konstrueret ud mod en havn eller andet åbent vand, som kan lukkes med en vandtæt port.
Udgravningen kan være opbygget af vandtæt murværk eller -beton.
Ved anvendelse hales et fartøj ind i dokken,  hvorefter den vandtætte port lukkes og dokken lænses  for vand. Fartøjet lægger sig til hvile på forud anbragte beddingsblokke, efter fartøjets placering og fortøjning. 
Afstivninger anbringes mellem doksider fartøj for at undgå kæntring.
Ved færdiggørelse af aktuelle arbejde fyldes dokken med vand og fartøjet hales ud efter åbning af den vandtætte port.

## Anvendelse
Dokken anvendes til nybygning af større skibe samt i reparationsøjemed, blandt andet:
- Bundeftersyn i henhold til klassekrav.
- Sandblæsning og maling af skibsbund.
- Inspektion af bundventiler.
- Inspektion af propellere og tilhørende pakdåser.
- Skrueaksel-træk